# Jed McCaleb
Jed McCaleb (* 8. Juni 1975 in Fayetteville, Arkansas) ist ein US-amerikanischer Programmierer und  Unternehmer. Er ist Gründer, Vorsitzender und ehemaliger CEO des Luft- und Raumfahrt-Startups Vast sowie Mitbegründer und CTO von Stellar. Vor der Gründung von Stellar gründete McCaleb das Unternehmen Ripple und war bis 2013 dessen CTO. McCaleb ist auch für die Gründung der Bitcoin-Börse Mt.Gox und der Peer-to-Peer-Netzwerke eDonkey und Overnet sowie der Anwendung eDonkey2000 bekannt.
Im März 2025 kündigte er an, mit eigenem Vermögen eine eigene Raumstation als Nachfolge der ISS zu entwickeln.
McCaleb studierte an der University of California, Berkeley. Im März 2024 betrug das Vermögen McCalebs laut der Forbes-Liste der Milliardäre 2,9 Milliarden US-Dollar.